# وست‌جت انکور
وست‌جت انکور (به انگلیسی: WestJet Encore) یک شرکت هواپیمایی با کد یاتا WR است که در ۲۴ ژوئن ۲۰۱۳ میلادی تأسیس شده‌است. دفتر مرکزی وست‌جت انکور در کلگری، آلبرتا، کانادا واقع شده‌است و به ۳۲ مقصد، پرواز انجام می‌دهد.